# O Carballiño (comarca)
O Carballiño è una comarca della Spagna, situata nella comunità autonoma di Galizia ed in particolare nella provincia di Ourense.